# 里基·戴维斯
泰瑞·里卡多·“里基”·戴维斯（英語：Tyree Ricardo "Ricky" Davis，1979年9月23日—），美国职业篮球运动员，场上司职得分后卫、小前锋。

## 篮球生涯

### 高中大学时期
戴维斯出生于内华达州拉斯维加斯，高中时就读于艾奥瓦北达文波特，是校队的首发球员，在十一年级与十二年级期间帮助球队夺取了州际联赛的冠军，但是未能获得全国锦标赛桂冠。1997年戴维斯进入艾奥瓦大学，次年即参加NBA选秀，于第一轮第21位被夏洛特黄蜂队选中。

### NBA早期生涯
戴维斯进入NBA的最初两个赛季都是在黄蜂队度过的，2000年8月1日，在一次涉及九人的大交易中被送往迈阿密热火队。由于受到脚裸与膝盖的伤病困扰，戴维斯一个赛季中仅为热火队出场七次，随即于2001年10月26日，在一场涉及热火、骑士与多伦多猛龙的三方交易中被交换去了克里夫兰骑士队。

## 克里夫兰骑士时期

### 骗「三双」数据
在骑士队中，戴维斯获得了表现机会，并且成为球队的当家球星。2002年8月21日，骑士队与戴维斯续签了一份长达六年的合同，但是他在场上自私的表现使其与主教练保罗·西拉斯出現矛盾。他最惊人的举动，发生在2003年3月16日骑士队与犹他爵士队的比赛中，为了凑足三双的数据，在全场比赛仅剩场6.1秒的情况下，眼見只差一個籃板才上雙，竟运球投向自家篮筐然后抓自家篮板，这一众目睽睽下骗数据的行为成为引来了爵士队主教练杰里·斯隆的强烈不满与德肖恩·史蒂文森的报复性犯规。此役之后，戴维斯受到了球队的内部处罚，他在克利夫兰得到了一个「Wrong Rim Ricky」（投错篮的里基）的外号。

### 与勒布朗争位
2003年夏季，骑士在2003年NBA选秀中以第一顺位摘得状元勒布朗·詹姆斯，而狂妄的戴维斯认为这是球队在为自己找帮手，球队认为戴维斯已经成为阻碍「小皇帝」勒布朗·詹姆斯成长的绊脚石。

## 波士顿凯尔特人时期
2003年年底，戴维斯在一场六人大交易中被送往波士顿凯尔特人队。在波士顿期间，戴维斯一改爱表现的恶习，成为了一个稳定的射手、篮板手以及出色的扣篮悍将，在波士顿赢得了声誉。

## 明尼苏达森林狼时期
2006年1月，戴维斯同马克·布朗特、马库斯·班克斯、贾斯汀·里德和两个二轮选秀权一起被送交易往明尼苏达森林狼队，以交换沃利·斯泽尔比亚克、迈克尔·奥洛沃坎迪、德韦恩·琼斯和一个首轮选秀权。在森林狼期间的一个半赛季中，戴维斯有着十分稳定的表现，成为了「狼王」凯文·加内特身边的得力助手，场均得分超过17分，防守和篮板上也给球队带来更大的帮助。

## 重回迈阿密热火
2006-07赛季结束后，由于加内特的转队导致森林狼队全面重组。2007年10月，作为老将的戴维斯连同马克·布朗特一道被送回迈阿密热火队，以换取安东尼·沃克、迈克尔·多列亚克和韦恩·西米昂。2007-08赛季，重回迈阿密热火队的戴维斯成为了球队的绝对首发球员，也是德韦恩·韦德后的球队第二得分手，但是该赛季热火队的成绩却惨不忍睹，仅仅取得15胜-67负在全联盟中垫底。

## 洛杉矶快船时期
2008年7月28日，戴维斯与洛杉矶快船队签订了一份多年合约。在快船队效力的一个赛季中，戴维斯大部分时间都是以替补身份登场，场均仅有6.4分。2008年12月30日，戴维斯还因违反联盟反兴奋剂政策被NBA禁赛5场。 2010年2月16日，他被快船队放弃以腾出位置给新进的后卫史蒂夫·布雷克与前锋特拉维斯·奥特洛。

## 海外效力
2010年3月1日，戴维斯加盟土耳其俱乐部土耳其电信（Türk Telekom B.K.）。 这也是他首次前往美国以外的地方打，戴维斯代表球队出战13场比赛，场均出场33.8分钟，拿下14.5分4.0板3.5助攻2.2抢断的成绩。
2010年10月，戴维斯来到中国，加盟了江苏南钢龙，参加2010-11赛季的中国男子篮球职业联赛。2011年1月4日，在中国联赛发挥欠佳并隐瞒了脚裸伤势的戴维斯被江苏南钢队裁掉。

## NBA生涯统计

### 常规赛
| 賽季    | 球隊     | GP  | GS  | MPG  | FG%  | 3P%   | FT%  | RPG | APG | SPG | BPG | PPG  |
| ------- | -------- | --- | --- | ---- | ---- | ----- | ---- | --- | --- | --- | --- | ---- |
| 1998-99 | 黄蜂     | 46  | 1   | 12.1 | .405 | .167  | .763 | 1.8 | 1.3 | .6  | .2  | 4.5  |
| 1999-00 | 黄蜂     | 48  | 4   | 11.9 | .503 | .000  | .765 | 1.7 | 1.3 | .6  | .2  | 4.7  |
| 2000-01 | 热火     | 7   | 0   | 10.0 | .414 | 1.000 | .875 | 1.0 | 1.6 | .7  | .3  | 4.6  |
| 2001-02 | 骑士     | 82  | 8   | 23.8 | .481 | .314  | .790 | 3.0 | 2.2 | .8  | .3  | 11.7 |
| 2002-03 | 骑士     | 79  | 76  | 39.6 | .410 | .363  | .748 | 4.9 | 5.5 | 1.6 | .5  | 20.6 |
| 2003-04 | 骑士     | 22  | 22  | 36.2 | .431 | .354  | .680 | 5.5 | 5.0 | 1.1 | .4  | 15.3 |
| 2003–04 | 凯尔特人 | 57  | 5   | 29.4 | .488 | .380  | .732 | 4.2 | 2.6 | 1.2 | .2  | 14.1 |
| 2004-05 | 凯尔特人 | 82  | 11  | 32.9 | .462 | .339  | .815 | 3.0 | 3.0 | 1.1 | .3  | 16.0 |
| 2005-06 | 凯尔特人 | 42  | 42  | 41.6 | .464 | .320  | .787 | 4.5 | 5.3 | 1.2 | .2  | 19.7 |
| 2005-06 | 森林狼   | 36  | 36  | 40.6 | .429 | .282  | .807 | 4.6 | 4.8 | 1.2 | .2  | 19.1 |
| 2006-07 | 森林狼   | 81  | 81  | 37.3 | .465 | .397  | .839 | 3.9 | 4.8 | 1.0 | .3  | 17.0 |
| 2007-08 | 热火     | 82  | 47  | 36.1 | .433 | .405  | .787 | 4.3 | 3.4 | 1.1 | .2  | 13.8 |
| 2008-09 | 快船     | 36  | 9   | 21.8 | .339 | .315  | .861 | 1.7 | 2.3 | .5  | .1  | 6.4  |
| 生涯    |          | 700 | 342 | 30.6 | .446 | .361  | .784 | 3.6 | 3.4 | 1.0 | .2  | 13.9 |

### 季后赛
| 賽季    | 球隊     | GP | GS | MPG  | FG%  | 3P%  | FT%  | RPG | APG | SPG | BPG | PPG  |
| ------- | -------- | -- | -- | ---- | ---- | ---- | ---- | --- | --- | --- | --- | ---- |
| 2003-04 | 凯尔特人 | 4  | 0  | 30.8 | .400 | .400 | .688 | 3.0 | 3.5 | .5  | .0  | 11.8 |
| 2004–05 | 凯尔特人 | 7  | 2  | 34.3 | .432 | .333 | .769 | 3.6 | 2.0 | 1.3 | .3  | 12.4 |
| 生涯    |          | 11 | 2  | 33.0 | .421 | .368 | .738 | 3.4 | 2.5 | 1.0 | .2  | 12.2 |